# 망미중학교
망미중학교(望美中學校)는 대한민국 부산광역시 수영구 망미동에 있는 공립 중학교이다.

## 학교 연혁
- 1981년 12월 28일 : 망미여자중학교 설립 인가
- 1982년 3월 1일 : 망미여자중학교 개교 및 초대 김남주 교장 취임
- 1982년 3월 5일 : 제1회 입학식(10학급 651명)
- 1985년 2월 16일 : 제1회 졸업식(646명)
- 2001년 3월 1일 : 남녀 공학 망미중학교로 개명
- 2020년 12월 1일 : 2020학생건강관리 정책 연구학교 성과보고회
- 2022년 1월 6일 : 제38회 졸업식 70명(누계 13,674명)
- 2024년 3월 1일 : 제17대 허남국 교장 취임
- 2025년 3월 4일 : 제44회 입학식(3학급 87명)

## 참고 자료
- 망미중학교 - 한국교육학술정보원 학교알리미